# Horst Seehofer
Horst Lorenz Seehofer (Ingolstadt, 4 juli 1949) is een Duits politicus namens de Christlich-Soziale Union (CSU).
Hij was van 27 oktober 2008 tot 13 maart 2018 minister-president van de Duitse deelstaat Beieren. Van 17 februari 2012 tot 23 maart 2012 was hij tevens waarnemend president van Duitsland. Seehofer maakte driemaal deel uit van de Bondsregering, als minister van Volksgezondheid (1992–1998), minister van Landbouw (2005–2008) en minister van Binnenlandse Zaken (2018–2021).

## Levensloop
Als zoon van een vrachtwagenchauffeur en bouwvakker doorliep Seehofer na het behalen van zijn middelbareschoolexamen in 1965 een opleiding in het lokale bestuur. In 1967 studeerde hij af aan de Bayerische Verwaltungsschule in München. Van 1970 tot en met 1980 was Seehofer werkzaam voor de Beierse Landrat in Ingolstadt en Eichstätt. Daarnaast was hij van 1974 tot 1980 zaakvoerder van de planologische regio Ingolstadt en verantwoordelijk voor de hulpdiensten in en om Ingolstadt. In 1979 verkreeg Seehofer weer een managementgraad aan de Verwaltungs- und Wirtschaftakademie in München. Op 12 juni 2008 werd aan Seehofer, naar aanleiding van zijn bezoek aan de AGRO-landbouwbeurs, in Kiev een eredoctoraat verleend door de Nationale Landbouwuniversiteit van Oekraïne.
Horst Seehofer was tussen 1974 en 1982 gehuwd met Christine Hildegard en trouwde in 1985 met zijn huidige vrouw Karin Seehofer, met wie hij drie kinderen heeft. Ook heeft hij een dochter uit een buitenechtelijke affaire. Hij woont in Gerolfing, een stadsdeel van Ingolstadt. Hij is lid van de Rooms-Katholieke Kerk.

## Politieke carrière

### Partij
Nadat Seehofer in 1969 al lid was geworden van de Junge Union werd hij in 1971 lid van de CSU. Van september 1994 tot zijn verkiezing als voorzitter in oktober 2008 was Seehofer plaatsvervangend voorzitter van de CSU. In een peiling uit februari 2007 bleek Seehofer veruit de populairste CSU-politicus, ver voor zijn rivaal Erwin Huber, die door privéproblemen ook in politieke problemen raakte. Evenwel moest hij in september 2007 het voorzitterschap van de CSU aan Huber laten en in plaats daarvan werd Seehofer opnieuw tot plaatsvervangend voorzitter gekozen. Nadat de CSU het onverwacht slecht deed in de deelstaatverkiezingen van 2008 trad Huber terug en tijdens een speciaal bijeengeroepen congres werd Seehofer met 90,3% van de stemmen gekozen tot partijvoorzitter. Ook werd hij minister-president van Beieren. Nadat het resultaat in de Europese verkiezingen van 2009 verbetering had laten zien voor de CSU, werd Seehofer op een normaal congres herkozen. Hij bleef partijvoorzitter tot 2018.

### Parlementslid
Seehofer was van 1980 tot en met 2008 lid van de Duitse Bondsdag. Van 1983 tot zijn benoeming als staatssecretaris in 1989 was Seehofer namens de CSU-fractie woordvoerder van Sociale Zaken. Van oktober 1998 tot 22 november 2004 was Seehofer plaatsvervangend voorzitter van de CDU/CSU-Bondsdagfractie op de gebieden Europa, Landbouw en Milieu. Een meningsverschil over de ziektekostenverzekering dwong hem echter om het veld te ruimen. Wel bleef Seehofer plaatsvervangend voorzitter van de CSU en lid van de Bondsdag.
Horst Seehofer werd direct verkozen voor de Bondsdag in het kiesdistrict Ingolstadt. Seehofer behaalde 65,9% van alle stemmen die direct op een kandidaat konden worden uitgebracht (Erststimmen). Dit was het op een na beste resultaat van heel Duitsland.
Nadat hij minister-president van Beieren werd, was Seehofer geen lid meer van de Beierse Landdag, het Beierse deelstaatparlement. Hij werd tevens lid van de Bondsraad en daarom legde hij zijn Bondsdagmandaat neer.

### Activiteiten in de Duitse regering
Van 1989 tot 1992 was Seehofer staatssecretaris onder de minister van Arbeid en Sociale Zaken.
Vanaf 6 mei 1992 was Seehofer minister van Volksgezondheid onder bondskanselier Helmut Kohl, eerst in het kabinet-Kohl IV en aansluitend in het kabinet-Kohl V. In 1993 werd hij geconfronteerd met kritiek vanwege de besmetting met hiv van bloedpreparaten. Als gevolg hiervan hief Seehofer in 1994 de federale gezondheidsdienst (te vergelijken met het Nederlandse RIVM) op. Verder werd hij gedurende zijn hele ambtstermijn geconfronteerd met stijgende ziektekosten. Nadat CDU en CSU in 1998 de federale verkiezingen hadden verloren, stapte Seehofer op als minister.
In 2002 werd Seehofer zwaar ziek en werd een levensbedreigende myocarditis bij hem vastgesteld. Seehofer gaf toe te laat naar het ziekenhuis te zijn gegaan en weet dit aan een te zware werkdruk. Nadat de CDU/CSU in 2005 de federale verkiezingen won, werd Seehofer minister van Landbouw in het kabinet-Merkel I onder bondskanselier Angela Merkel. Al enkele dagen na zijn aantreden moest Seehofer een schandaal rondom ondeugdelijk vlees bezweren.
Nadat hij op 27 oktober 2008 tot minister-president van Beieren werd gekozen, gaf Seehofer zijn ministerie op. Ilse Aigner werd daar zijn opvolgster.

### Minister-president van Beieren
Na de voor de CSU slecht verlopen deelstaatverkiezingen van 2008, waarbij de partij voor het eerst in 46 jaar haar absolute meerderheid kwijtraakte, moest Günther Beckstein (CSU) terugtreden als minister-president van Beieren. Met 104 van de 184 stemmen werd Seehofer door het Beierse deelstaatparlement aangewezen als Becksteins opvolger. Het kabinet-Seehofer I, dat eind oktober 2008 aantrad, betrof een coalitieregering met de liberale FDP, waardoor de CSU haar macht voor het eerst sinds 1966 weer moest delen. Onder leiding van Seehofer wist de CSU bij de deelstaatverkiezingen van september 2013 haar absolute meerderheid terug te winnen, terwijl de FDP de kiesdrempel niet haalde en uit het parlement verdween. Het kabinet-Seehofer II bestond zodoende weer alleen uit christendemocraten.
In maart 2018 legde Seehofer zijn functie als minister-president neer om bondsminister van Binnenlandse Zaken te worden in het kabinet-Merkel IV. Hij werd opgevolgd door minister en partijgenoot Markus Söder.

### Waarnemend bondspresident
Na het aftreden van Christian Wulff op 17 februari 2012 werd Seehofer waarnemend bondspresident van Duitsland in afwachting van verkiezingen. Hij nam de functie waar tot het aantreden van Joachim Gauck op 18 maart 2012.

### Overig
Seehofer is ook voorzitter van het Sozialverband VdK Bayern, een organisatie die zich bezighoudt met de rechten van gehandicapten, chronisch zieken en mensen die oorlogswonden hebben opgelopen. Vanwege deze maatschappelijke betrokkenheid en zijn goede verstandhouding met de arbeidersvleugel in de CSU wordt Seehofer ook wel het sociale geweten van de Unie genoemd. Seehofer staat al jaren bekend als een politicus met een grote kennis van Sociale Zaken en wijkt hierbij soms af van het partijstandpunt van de CDU/CSU.
- Gemeinsame Normdatei: 119526069
- International Standard Name Identifier: 0000 0000 1170 7336
- Library of Congress Control Number: n2017033894
- Nationale Bibliotheek van Polen: a0000003272705
- Nederlandse Thesaurus van Auteursnamen: 191084298
- Virtual International Authority File: 35268314
- WorldCat: E39PBJdM7KJf38bbTMqxBx3WjC